# Hartebrugkerk
De Hartebrugkerk is een kerk in de Nederlandse stad Leiden. De kerk is onderdeel van de Parochie Heiligen Petrus en Paulus. De officiële naam is Onze Lieve Vrouw Onbevlekt Ontvangen. De kerk is vernoemd naar de toentertijd ervoor gelegen brug met dezelfde naam. Onder de Leidenaars staat de kerk ook wel bekend als de Coeliekerk, naar het laatste woord van de Latijnse spreuk boven de ingang, Hic Domus Dei est et Porta Coeli (Dit is het huis van God en de poort naar de hemel, Genesis 28.17).

## Geschiedenis
Van de Reformatie tot het begin van de 19e eeuw was in Nederland de macht aan de protestanten; de katholieken hielden hun diensten in zogenaamde schuilkerken. Toen de godsdienstvrijheid was gevestigd, was het tijd om ook in Leiden een katholieke kerk te bouwen. Op dat moment waren de grote kerken in Leiden allemaal protestants, te weten:
- Vrouwekerk
- Pieterskerk
- Hooglandse Kerk
- Marekerk

De nieuwe katholieke kerk werd de Hartebrugkerk genoemd omdat deze pal naast de zo genaamde brug over het water van de Mare stond aan de Haarlemmerstraat. Het gebouw werd ontworpen door Theo Molkenboer en was in 1836 voltooid. De kosten van de bouw beliepen 79.934 guldens.. In 1892 werd de kerk voorzien van een nieuwe toren, die werd ontworpen door architect Leo van der Laan.

## Het gebouw
De kerk is een van de zogenoemde waterstaatskerken en werd in neoclassicistische stijl gebouwd. Aan de buitenkant zijn de klassieke invloeden duidelijk te zien, zoals de Ionische zuilen met daarboven het tympanon of fronton. In het tympanon is een oog afgebeeld, dat het alziend oog voorstelt. Op het doorlopende fries (onder het tympanon) staat bovengenoemde Latijnse spreuk te lezen. In het interieur zijn veel reliëfs en beelden te vinden, waaronder een serie van reliëfs van de kruisiging van Jezus en beelden van heiligen en de vier evangelisten.

## Orgel
Na de bouw werd in 1877 door M. Maarschalkerweerd een nieuw orgel gebouwd, dat het tijdelijke orgel, afkomstig uit de schuilkerk aan de Kuiperssteeg, moest vervangen. Later zijn er nog enkele restauraties aan het orgel uitgevoerd, o.a. in 1903, 1981 en 1985. Op het orgel is een Latijnse spreuk te lezen: "Laudate Dominum in Coro et Organo" ("Looft de Heer met koorgezang en orgelspel").
Tegenwoordig vinden in de Hartebrugkerk veel uitvoeringen door koren plaats. Hierbij wordt vooral Gregoriaanse muziek gezongen.

## Fotogalerij

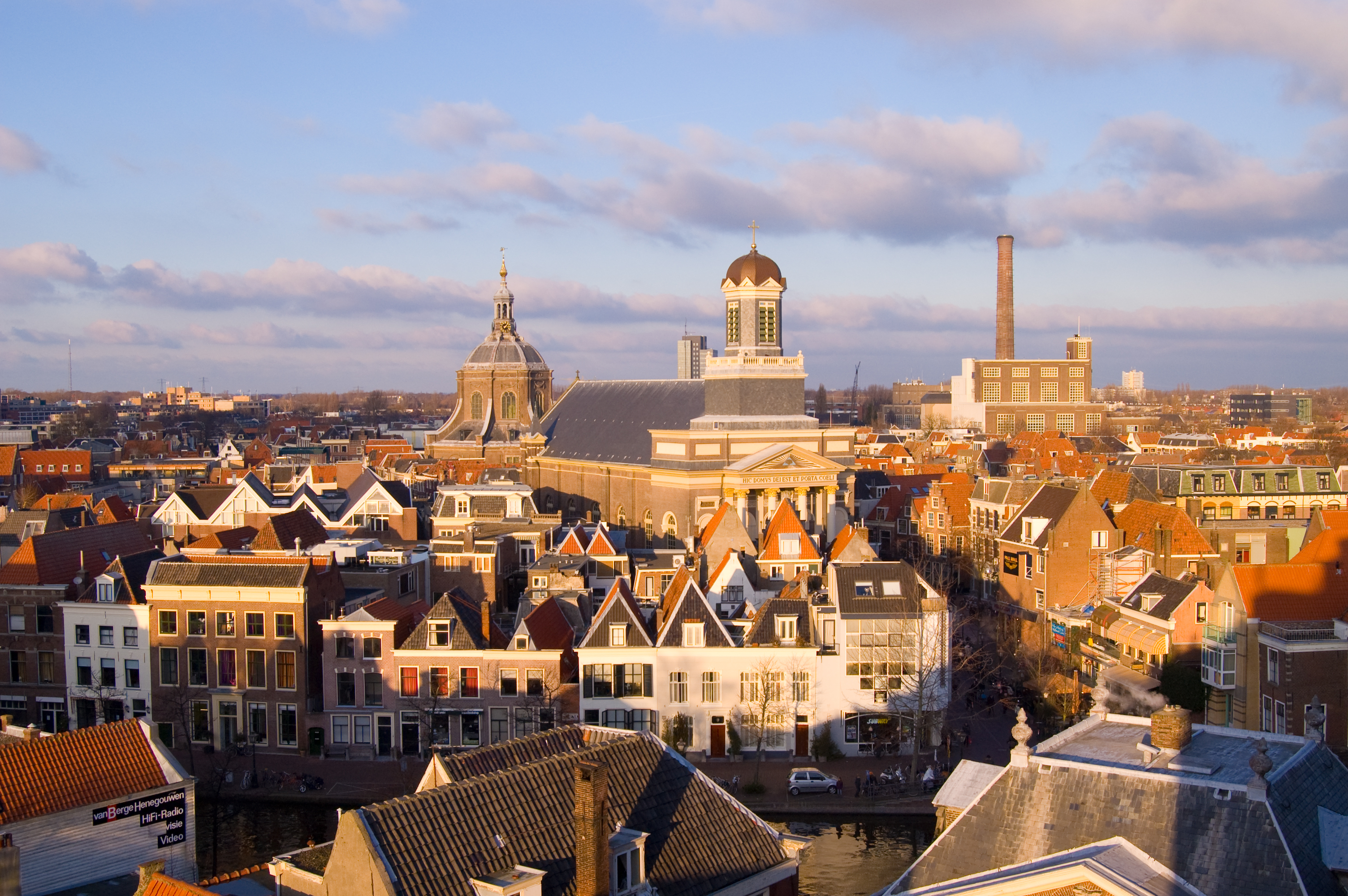
Leiden gezien richting het noorden (2009), vooraan de Hartebrugkerk
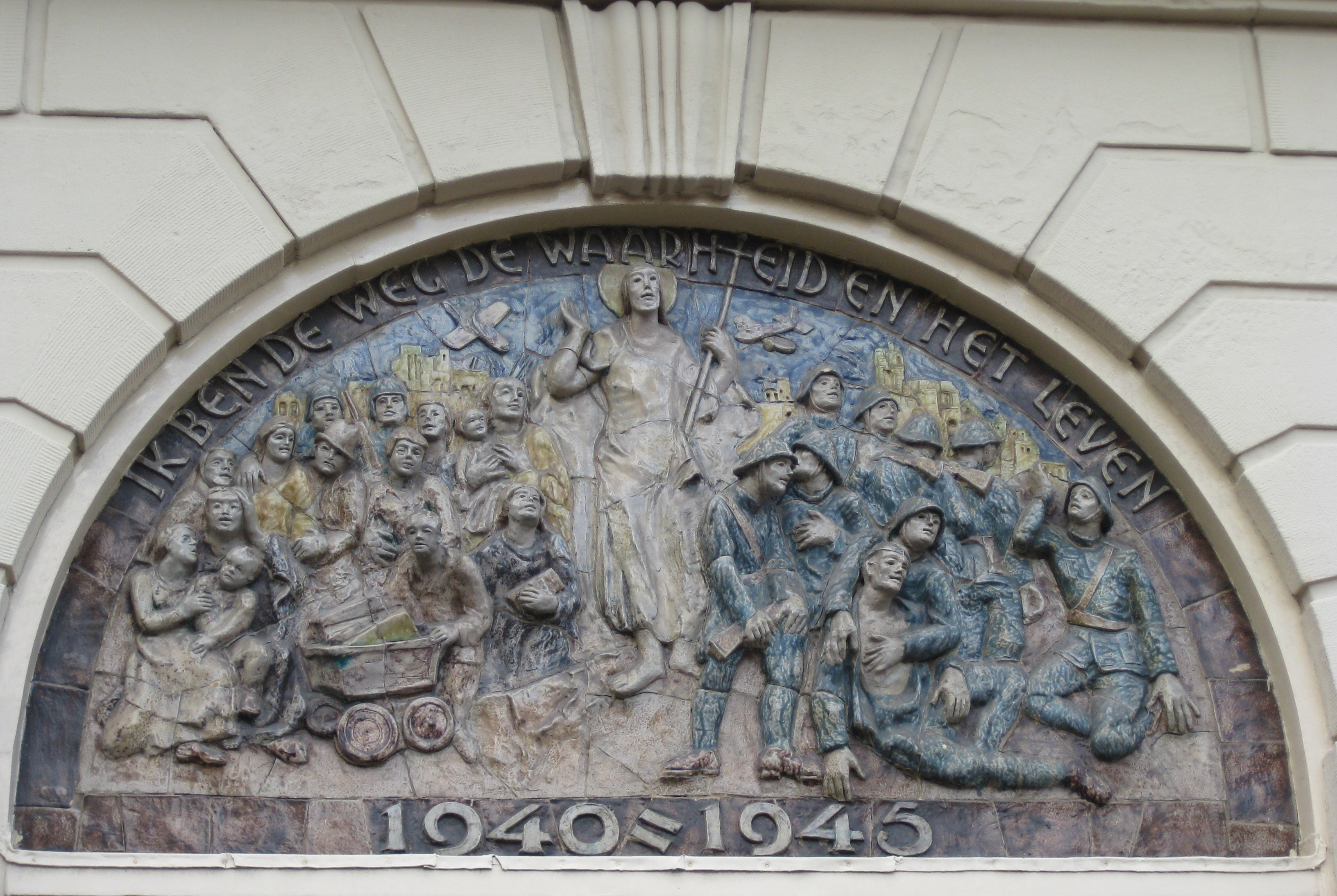
Reliëf boven de ingang
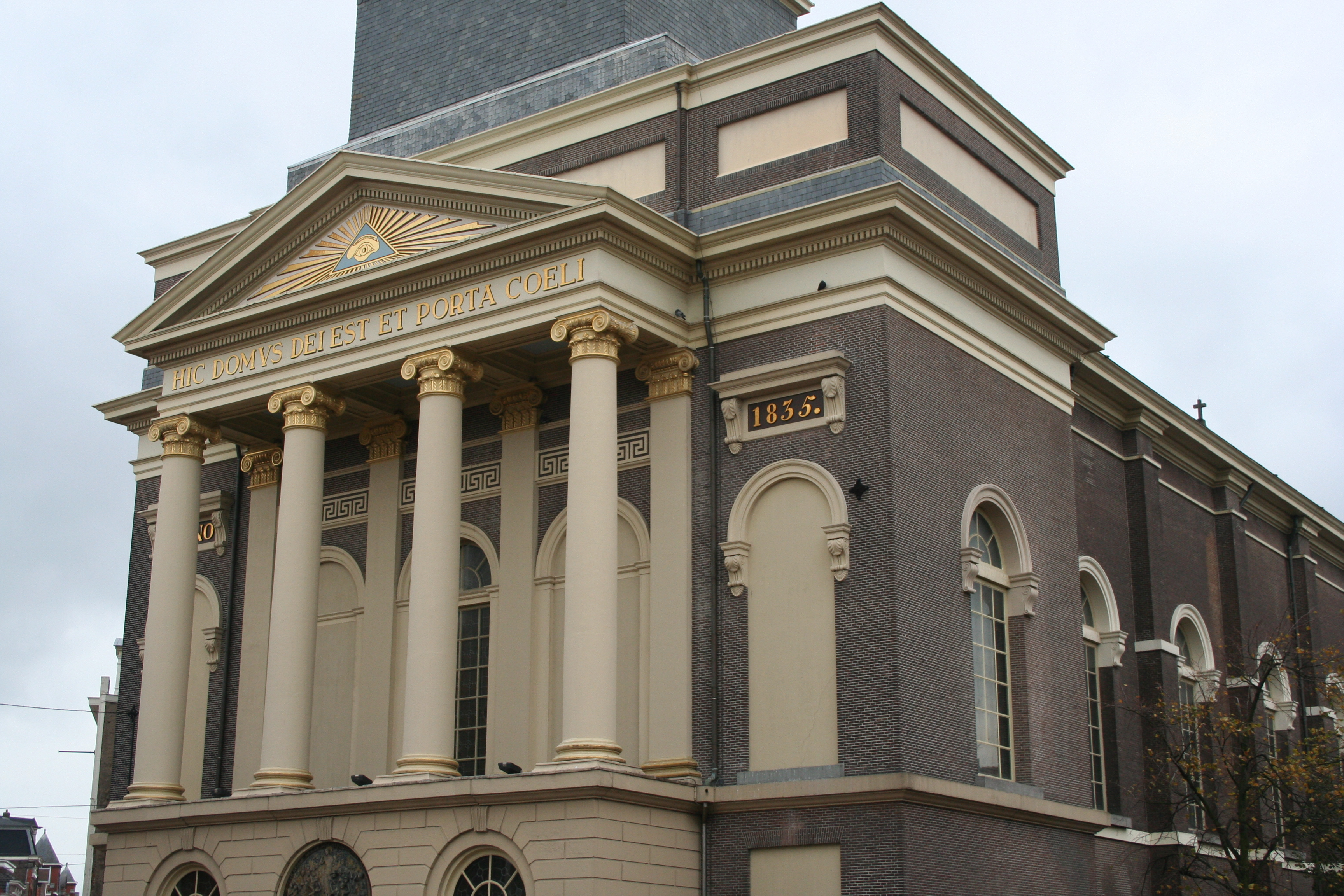
Gevel
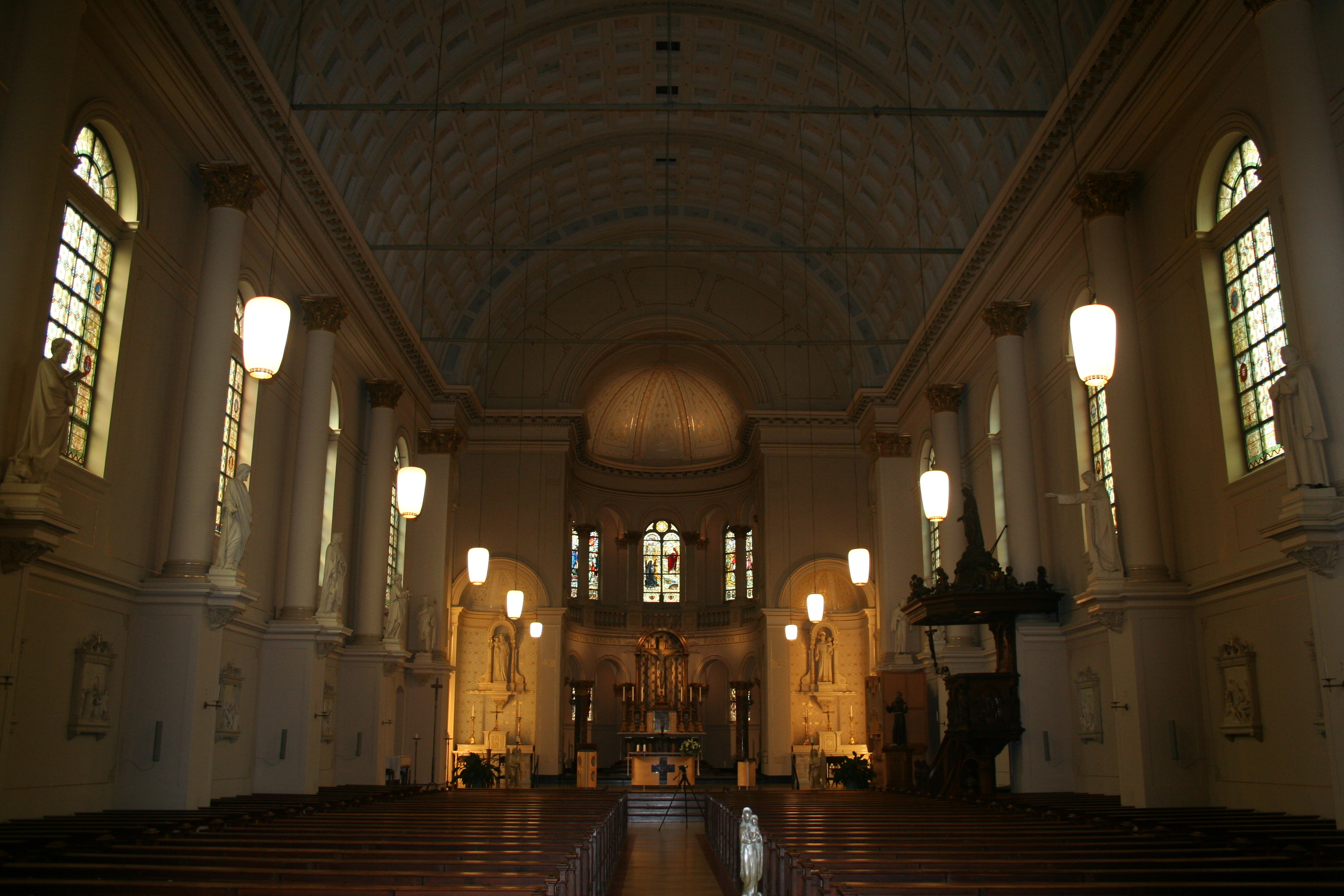
Interieur
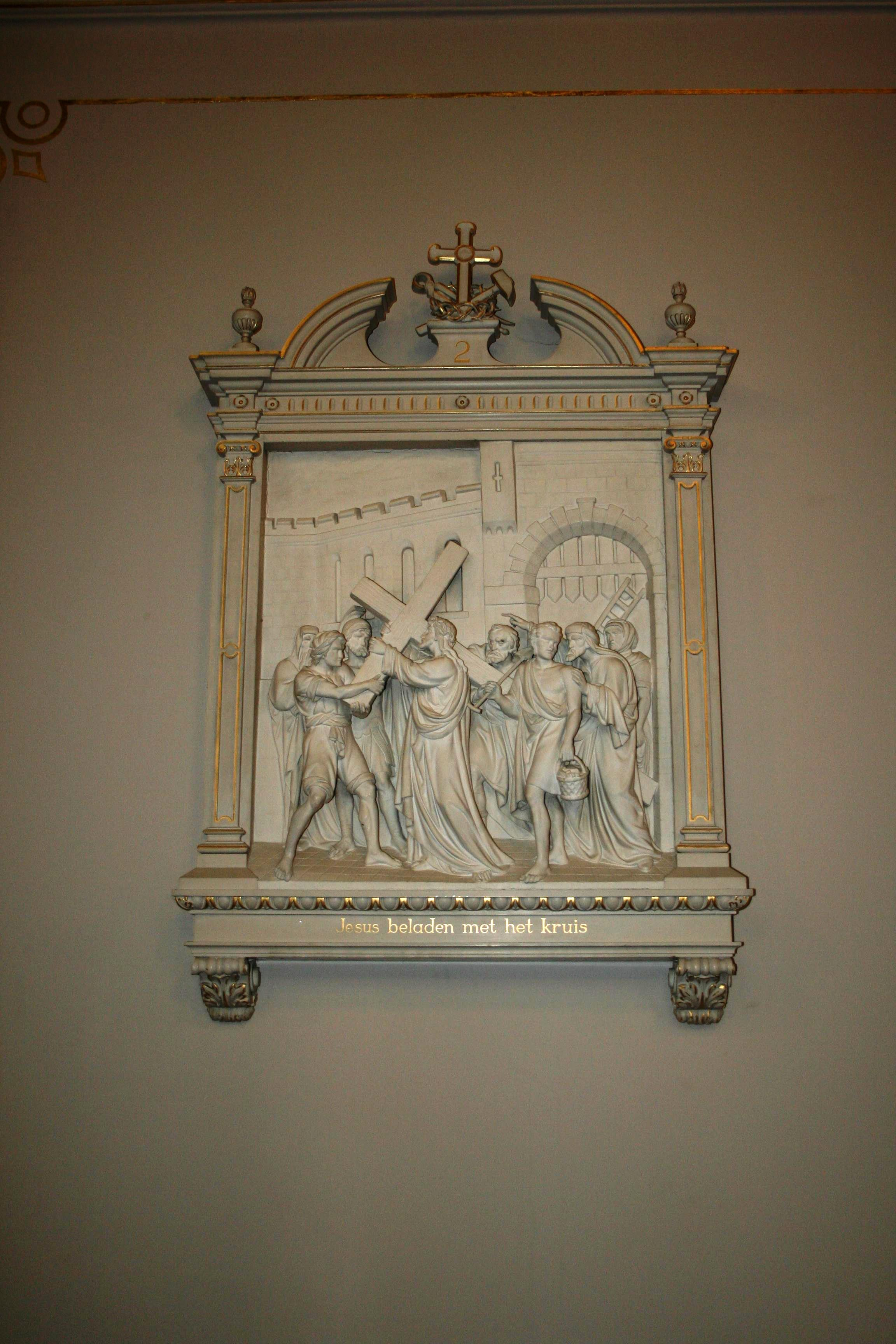
Een van de reliëfs van de kruisweg van Jezus
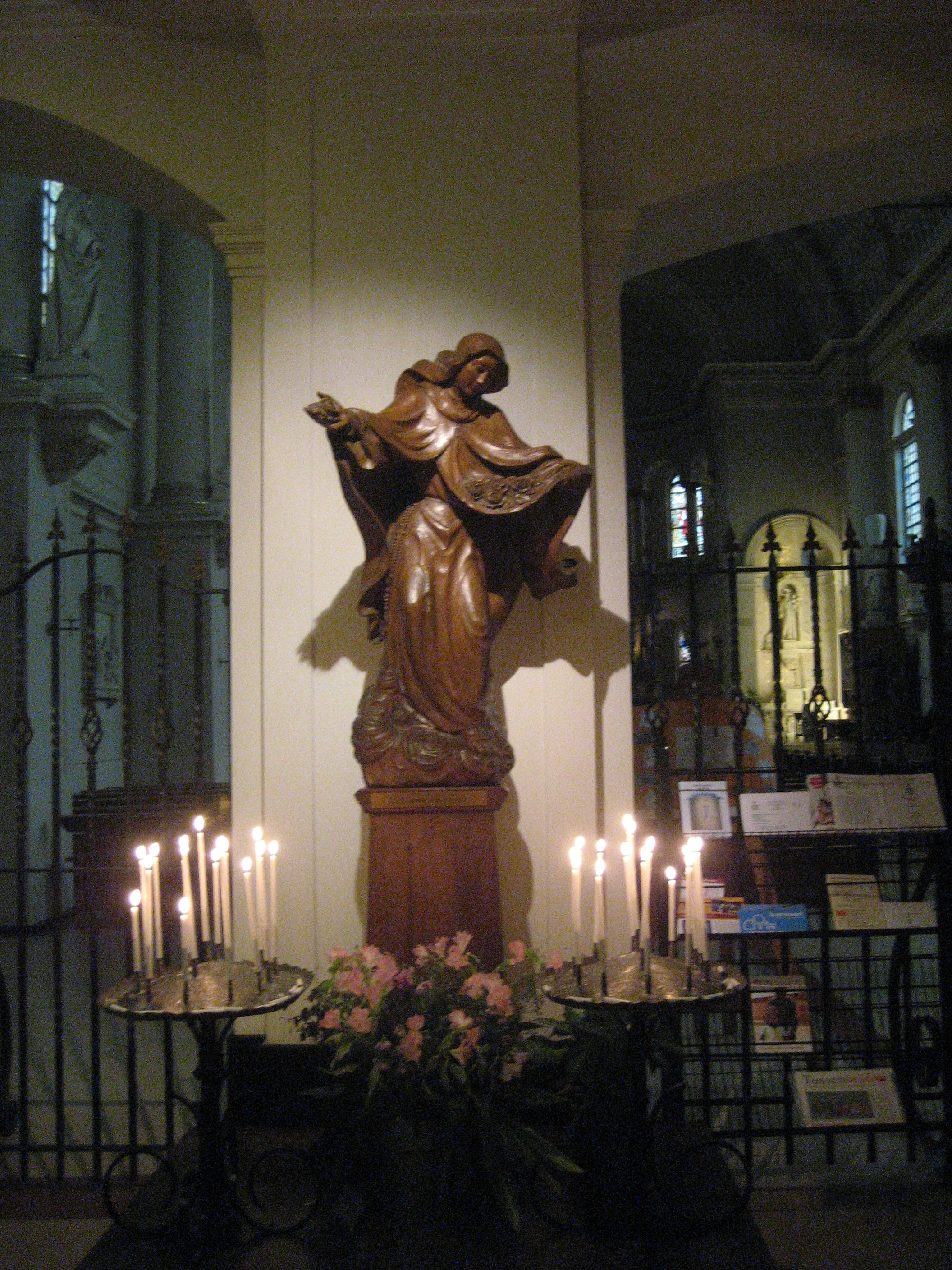
H. Teresia van Lisieux
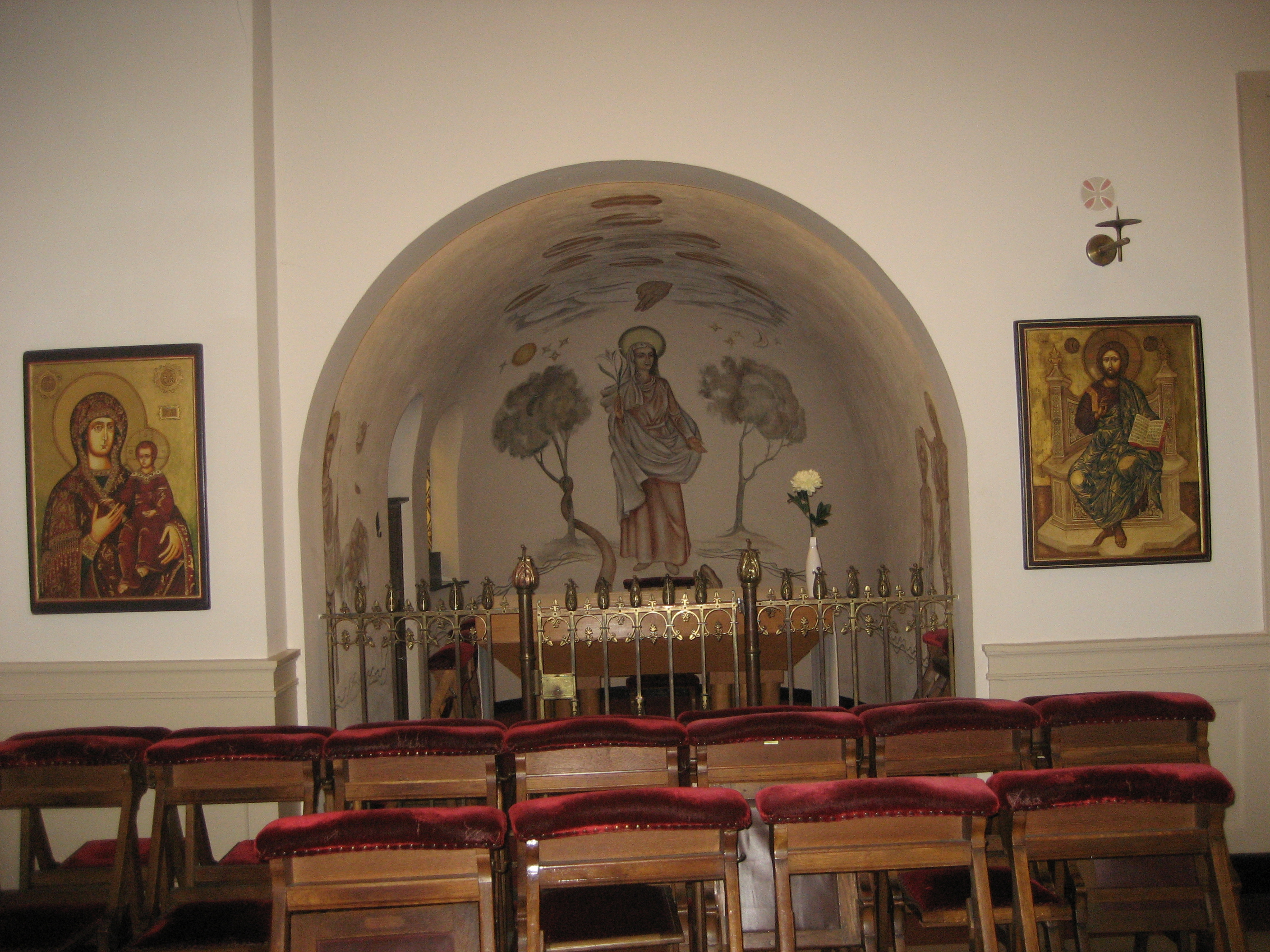
Mariakapel
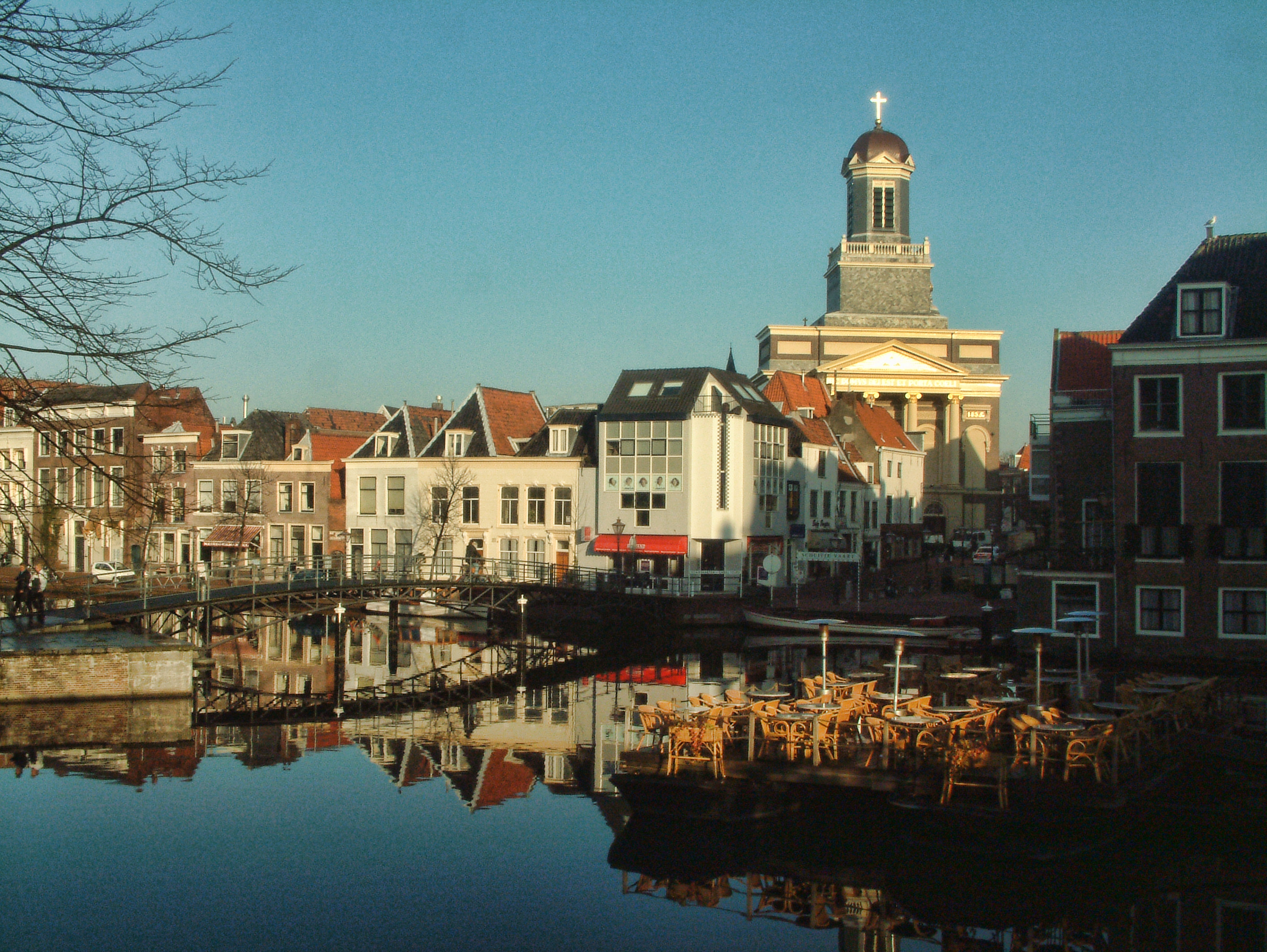
Van de Stille Rijn
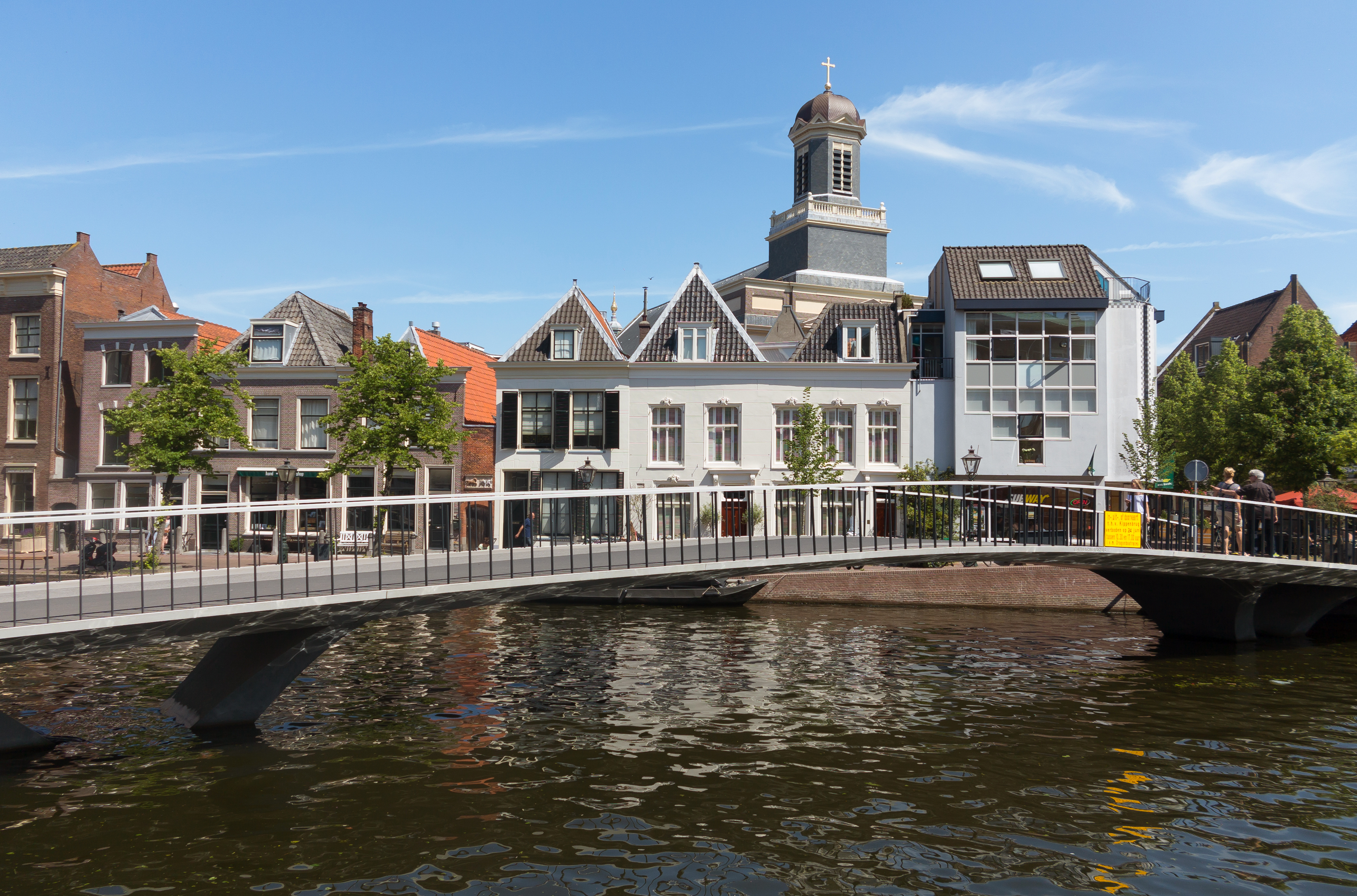
De Waaghoofdbrug met de toren van de Hartebrugkerk